# Зденек Млинарж
Зденек Млинарж (чеськ. Zdeněk Mlynář; 22 червня 1930, Високе Мито — 15 квітня 1997, Відень) — чехословацький комуністичний діяч, який підтримував Празьку весну, а після того став дисидентом.

## Життєпис
Зденек Млинар народився у родині офіцера. У 1946 році став членом Комуністичної партії Чехословаччини (КПЧ). У 1955 році закінчив юридичний факультет Московського університету імені Ломоносова, де потоваришував з Михайлом Горбачовим.
Після повернення до Чехословаччини він займався політичною теорією з марксистської точки зору як дослідник в Інституті держави і права Чехословацької академії наук (1956—1963) та Карловому університеті в Празі (1964—1970).
З середини 1960-х у Чехословаччині розпочалася обмежена лібералізація. Зденека Млинаржа як науковця включили до групи референтів для партійного керівництва. У 1964—1968 він керував юридичною комісією ЦК КПЧ.
Під час Празької весни належав до реформаторського руху, став членом ЦК КПЧ, а з квітня 1968 року по 16 листопада 1968 року був секретарем ЦК КПЧ.
У вересні 1969 р. виведений з ЦК, у 1970 р. — виключений з партії. У 1970-х рр. працював в ентомологічному відділі Національного музею в Празі.
Він належав до першої групи підписантів Хартії 77, за що був звільнений та поміщений під домашній арешт. У червні 1977 року емігрував до Австрії, де займався науковим аналізом кризи комуністичної системи та перебудови.
У 1978 році він опублікував свої спогади «Mráz přichází from Kreml» (Мороз приходить з Кремля).

### Повернення та розчарування
Після Оксамитової революції Зденек Млинарж повернувся до Чехословаччини. Мав великий авторитет серед лівих сил, був почесним головою Levý blok — «Лівого блоку» — коаліції комуністів із соціалістами (Партія демократичних лівих, «Ліва альтернатива» тощо) першої половини 1990-х. Однак він не прийняв результатів чехословацьких перетворень: чеська компартія фактично відмовилася реформуватися, у суспільстві переважали праволіберальні настрої. Ідеї демократичного соціалізму виявилися не потрібними. Крім того, Млинаржа обурювали політичні діячі, які панували в ЧССР і зайняли радикально антисоціалістичні позиції після повалення комуністичної диктатури.
Зденек Млинарж повернувся до Інсбруку й зайнявся дослідженнями розвитку Центральної та Східної Європи.